# D. Nomikos Paradicsomipari Múzeum
A D. Nomikos Paradicsomipari Múzeum egy ipari múzeum Vlychada városában, Görögország Szantorini szigetén. Paradicsompüré-gyárként alapították 1945-ben, de 1981-ben bezárták. 2014-ben újranyitott múzeumként, hogy megőrizze a Santorini paradicsomfeldolgozási múltjához kapcsolódó megmaradt épületeket, tárgyakat és emlékeket. Digitális kiállítások is találhatók itt, melyek kiterjesztett valóságot és holografikus ventilátorokat mutatnak be. A Nomikos család 2016-tól még mindig üzemeltet paradicsomfeldolgozó üzemeket Bulgáriában, Görögországban és Törökországban.

## Története
Dimitros Nomikos 1915-ben alapította meg első paradicsomfeldolgozó üzletét Messariában. 1922-re Monolithosban megalapította „az egyik első konzervgyárat a Balkánon". Fia, George Nomikos 1945-ben alapította meg a Vlychada paradicsomfeldolgozó üzemet, amelyet apjáról neveztek el.
Az 1950-es vulkánkitörés előtt Santorinit „paradicsomszigetként" ismerték. A paradicsom fontos termény volt a szigeten, amely évszázadok során a vulkanikus talajhoz alkalmazkodott, kevés vizet igénylő fajtát fejlesztett ki. Ennek a fajtának vékony héja, vastag húsa és erős íze volt, ami ideális a paradicsompüré készítéséhez. Az 1950-es évek végéig kilenc gyár működött a szigeteken. 1956-ban a környéket áradás sújtotta, valamit földrengés rázta meg. A legforgalmasabb időszakokban napi 3500 kosár paradicsomot dolgoztak fel. A gyárat 1981-ben bezárták, mivel a szigeten csökkent a paradicsomtermesztés. 2016-tól a Nomikos család továbbra is üzemeltetett hasonló feldolgozó üzemeket Bulgáriában, Görögországban és Törökországban.
2014-ben a helyszín ipari múzeumként újra megnyílt, és a sziget speciális paradicsomfeldolgozásának történetét mutatja be. A múzeum a Santorini Arts Factory nevű szélesebb szervezet része. 

## Gyűjtemények és értelmezésük
A gyűjtemény tartalmaz különféle gépeket és eszközöket, valamint archív anyagokat és szóbeli történeteket, amelyeket a múzeum megnyitójára készítettek elő. A kiállított legrégebbi gépek 1890-ből származnak. A telephelyen olyan kazánok is találhatók, amelyeket korábban villamos energia előállítására használtak a paradicsompüré-gyártáshoz. A vizet a tengerből korábban a közeli öbölből szivattyúzták.
A kiállítás keretein belül bemutatják a paradicsom termesztését, a paradicsompüré feldolgozását és előállítását. A múzeum digitális technológiákba fektetett be, beleértve a holografikus ventilátorokat, a kiterjesztett valóságot és a hallássérült emberek számára a beszéd szöveggé történő támogatását. 

## Örökség

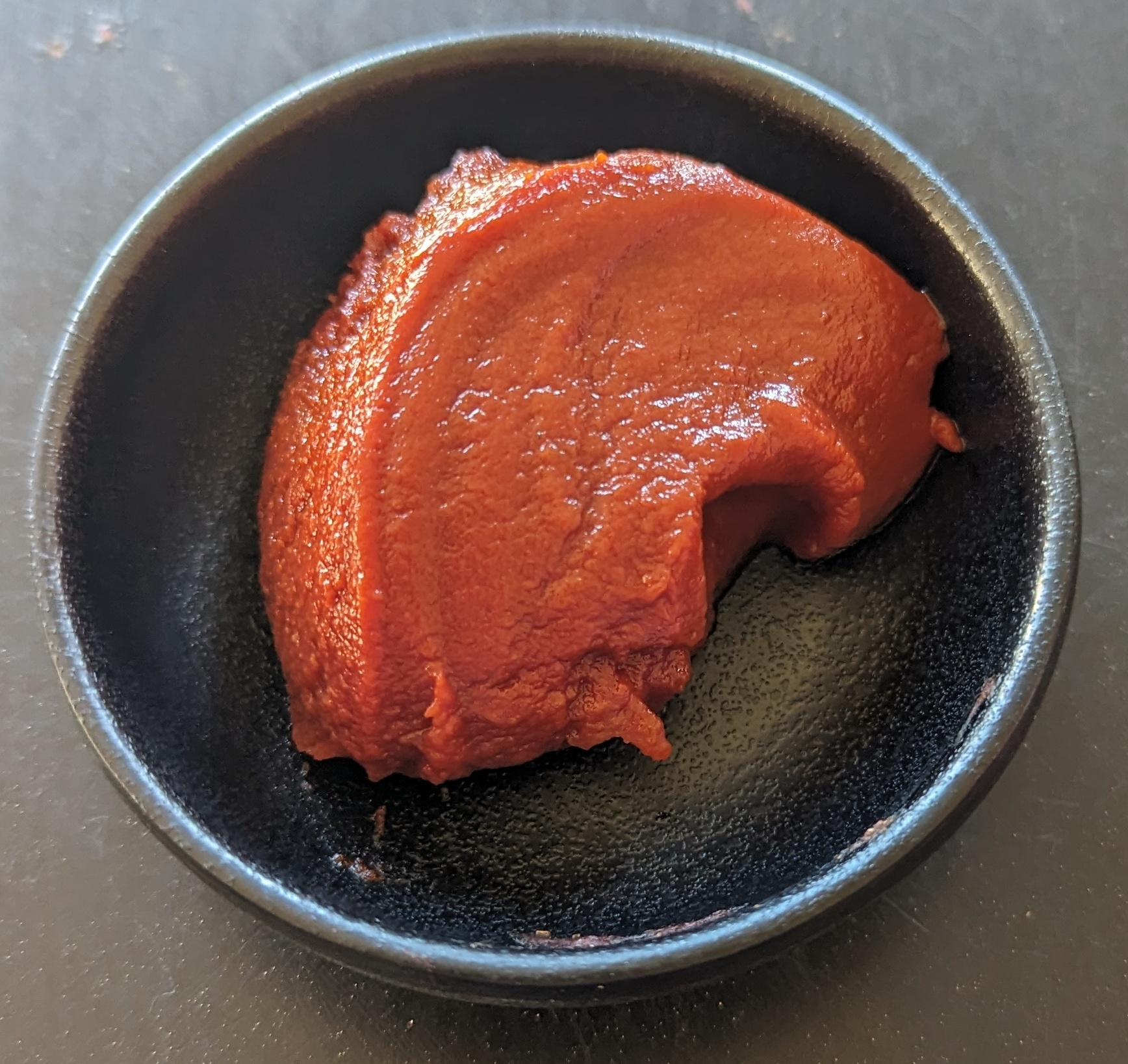
Santorini paradicsompüré

2017-ben a The Independent megírta, hogy a látogatók hogyan találkozhatnak „a sziget híres háromszoros koncentrációjú paradicsompüréjének termesztésével, feldolgozásával és előállításával (amelyet gyakran a világ legjobbjaként emlegetnek), keverve a sziget helyi történelmével és kultúrájával”. A Gastro Obscura írta, hogy a múzeum hogyan „örökítette meg” a paradicsomtermesztés „virágkorát” a szigeten.

## Galéria

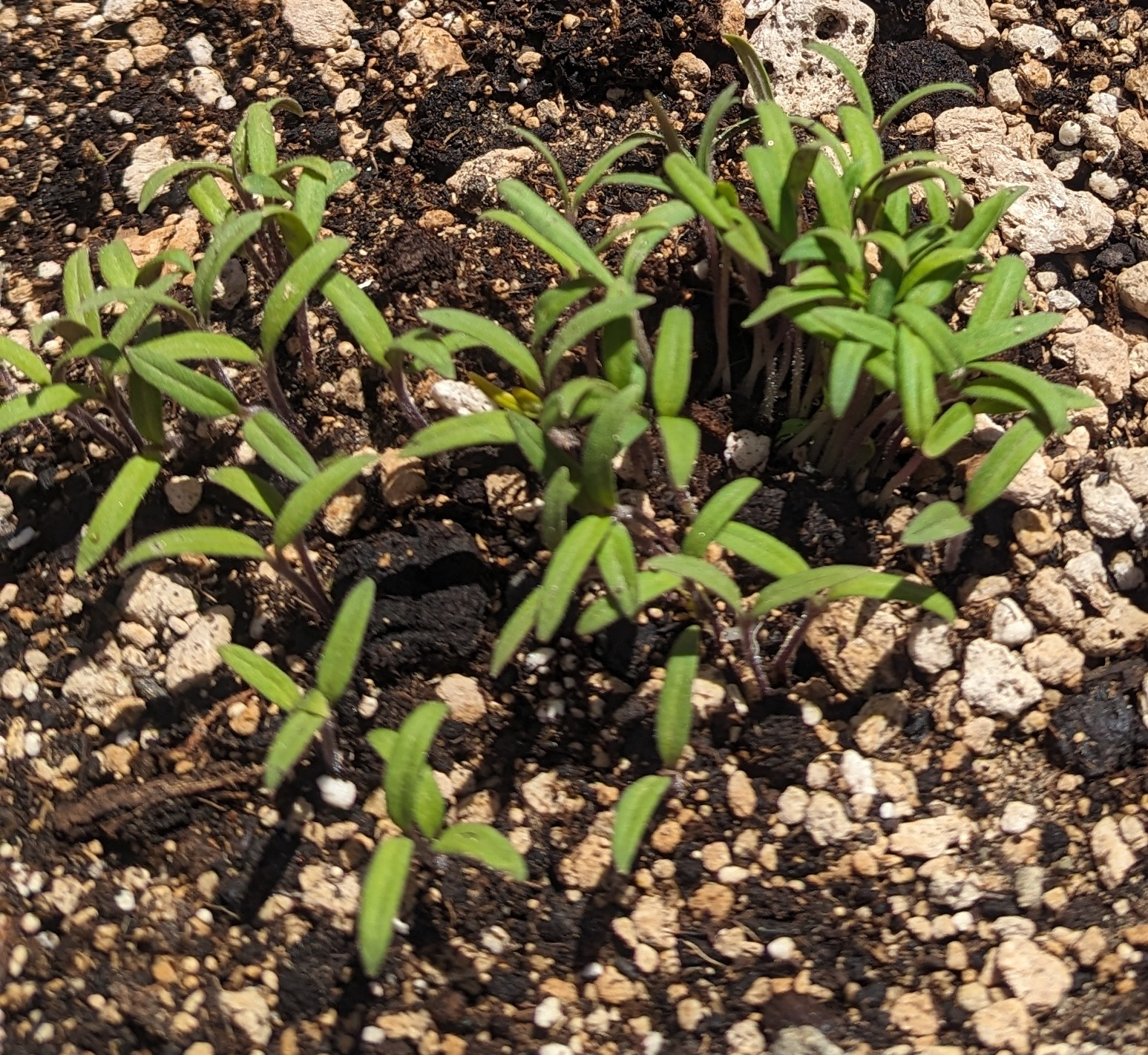
Santorini paradicsompalánták a múzeumban
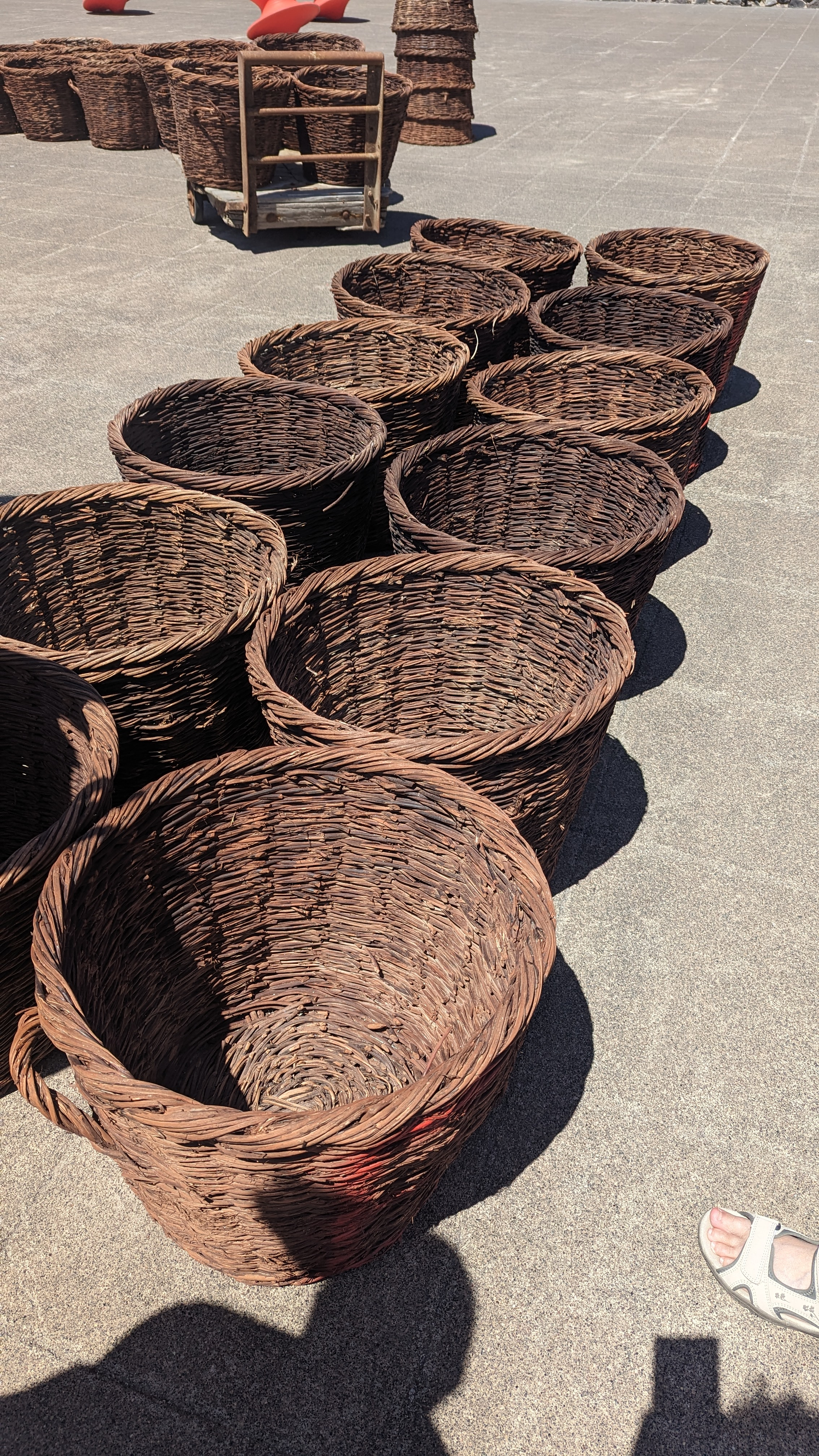
A paradicsom szállítására használt kosarak
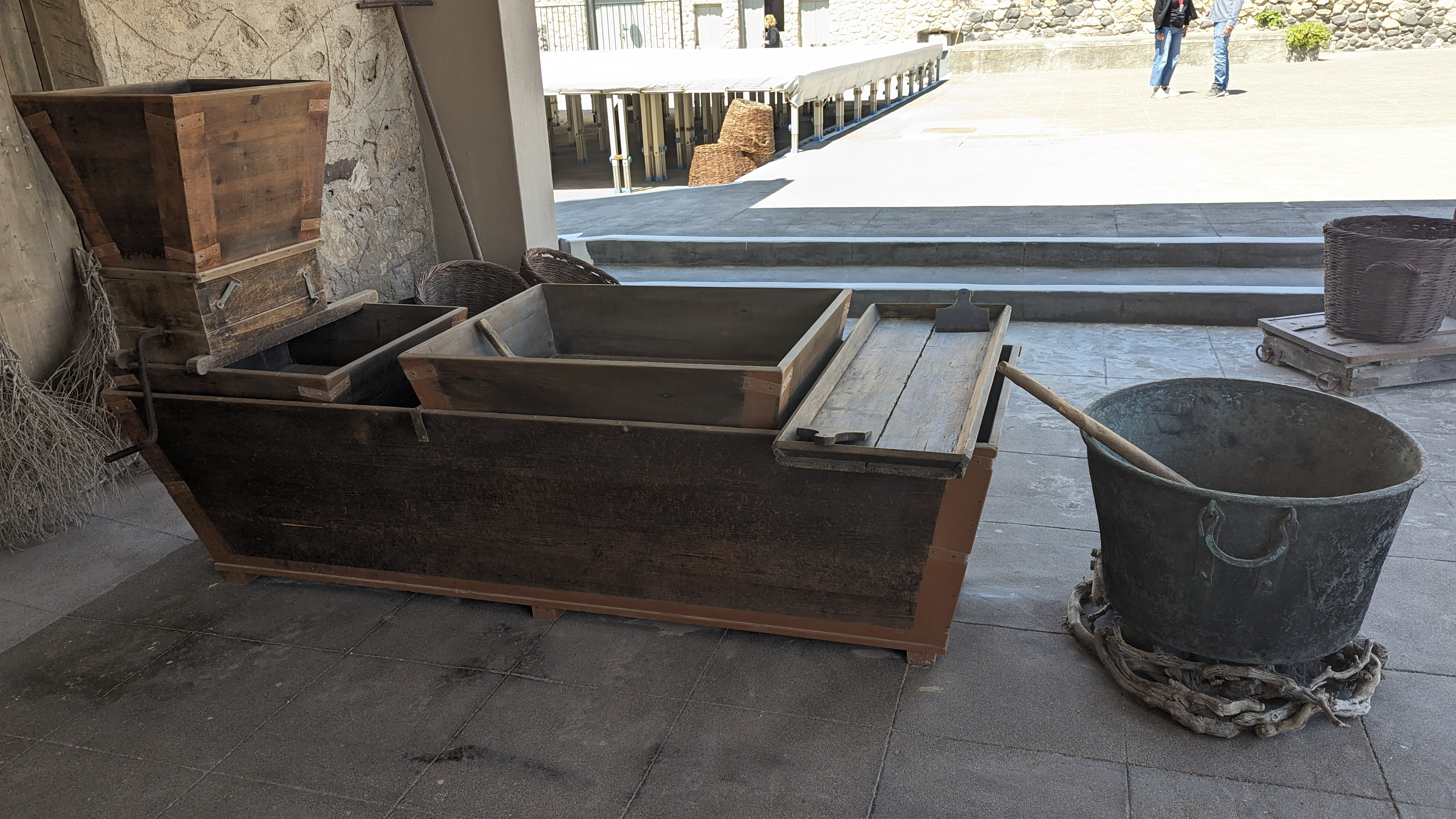
A paradicsom kézi feldolgozásához használt eszközök
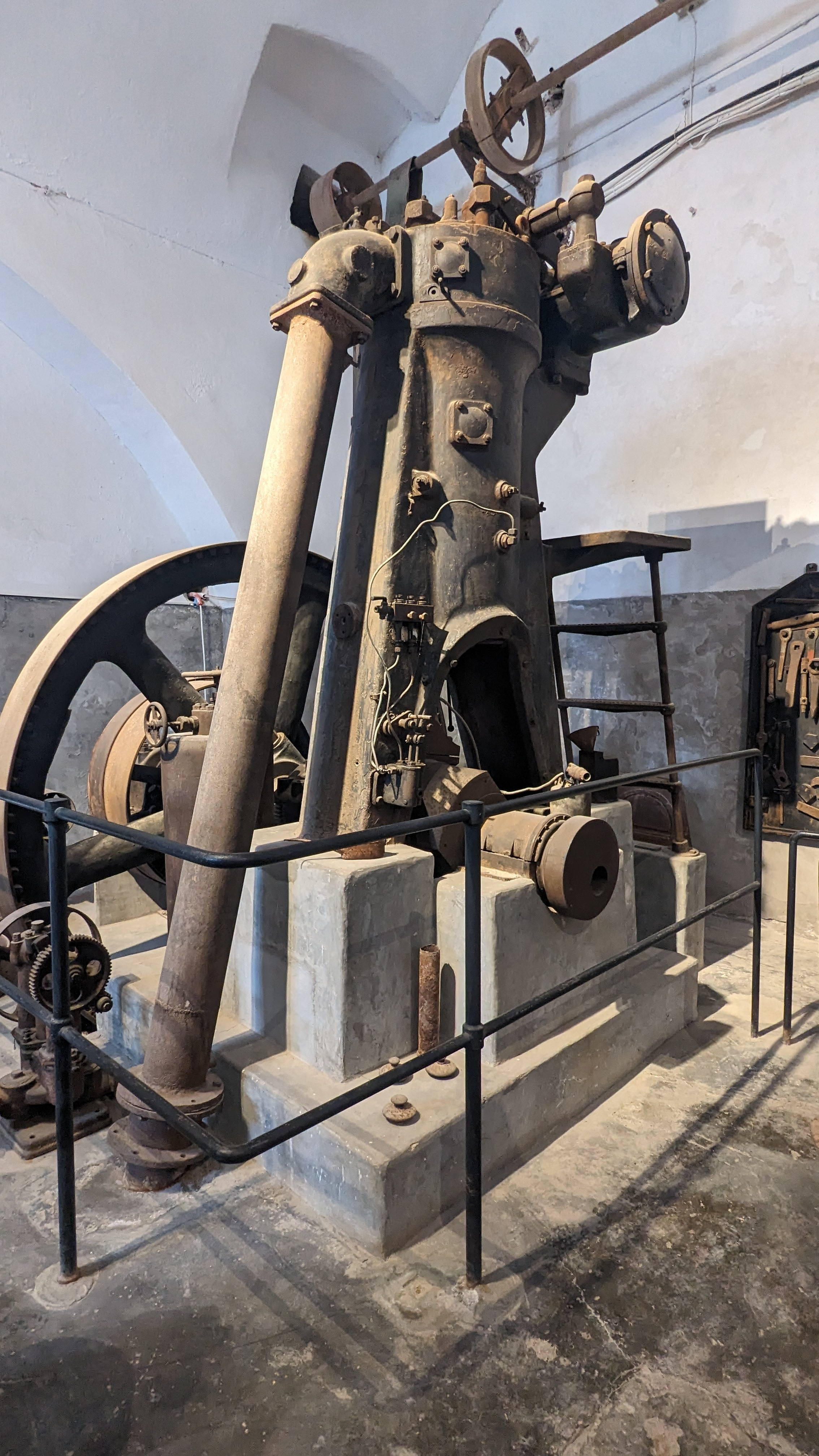
Az árafejlesztésre használt gép
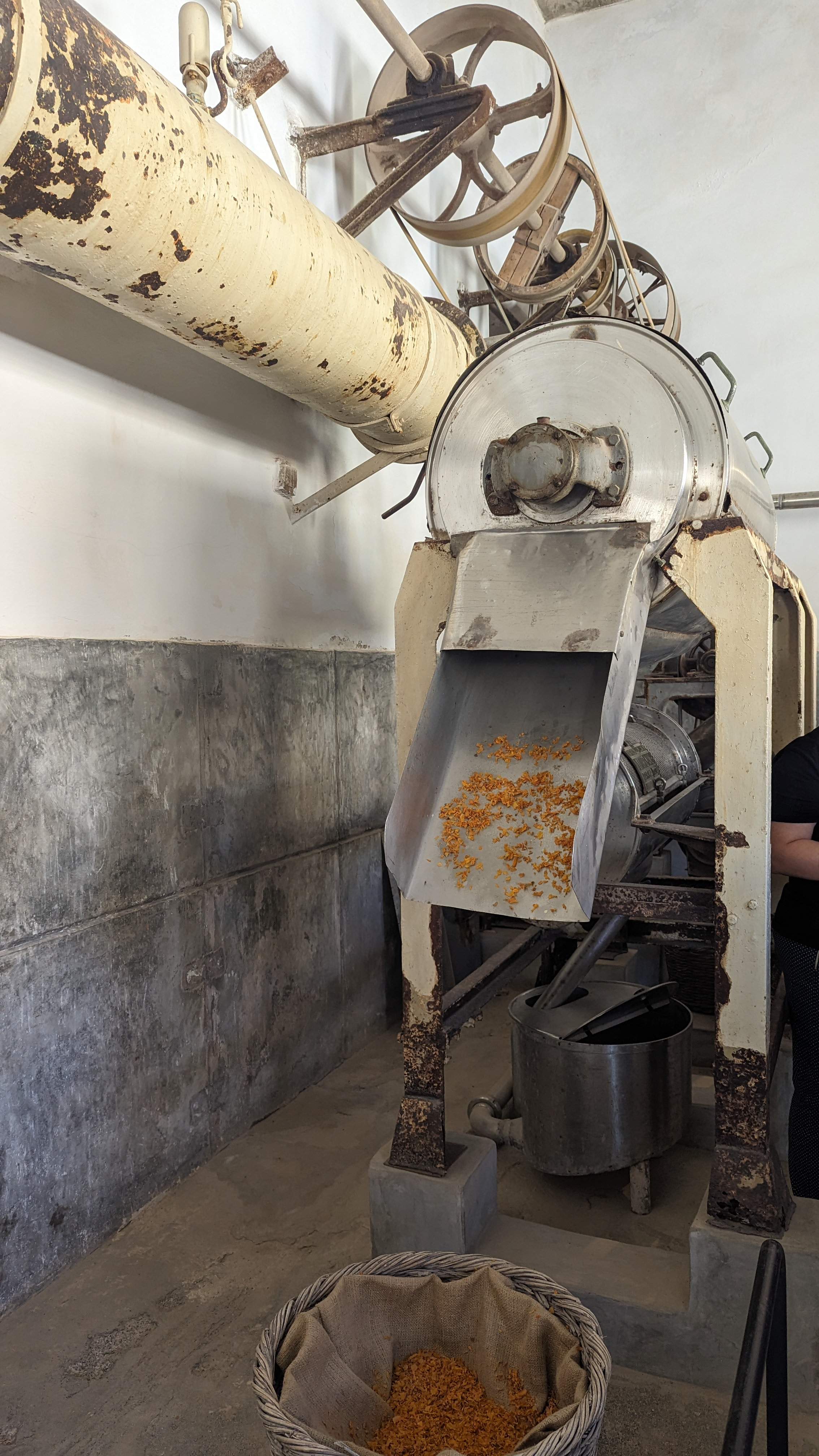
Paradicsomfeldolgozó gép
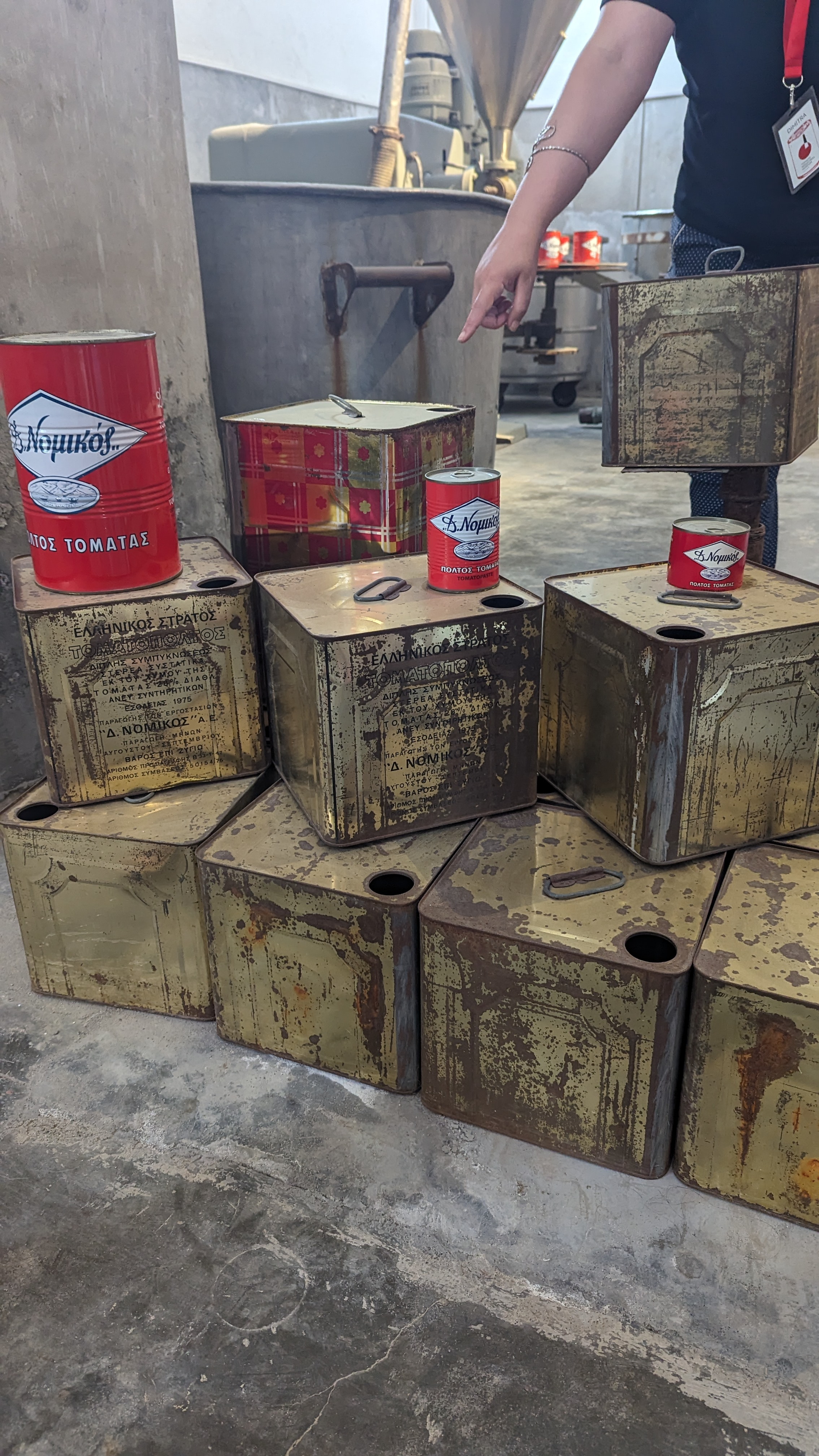
Különféle paradicsom konzervek
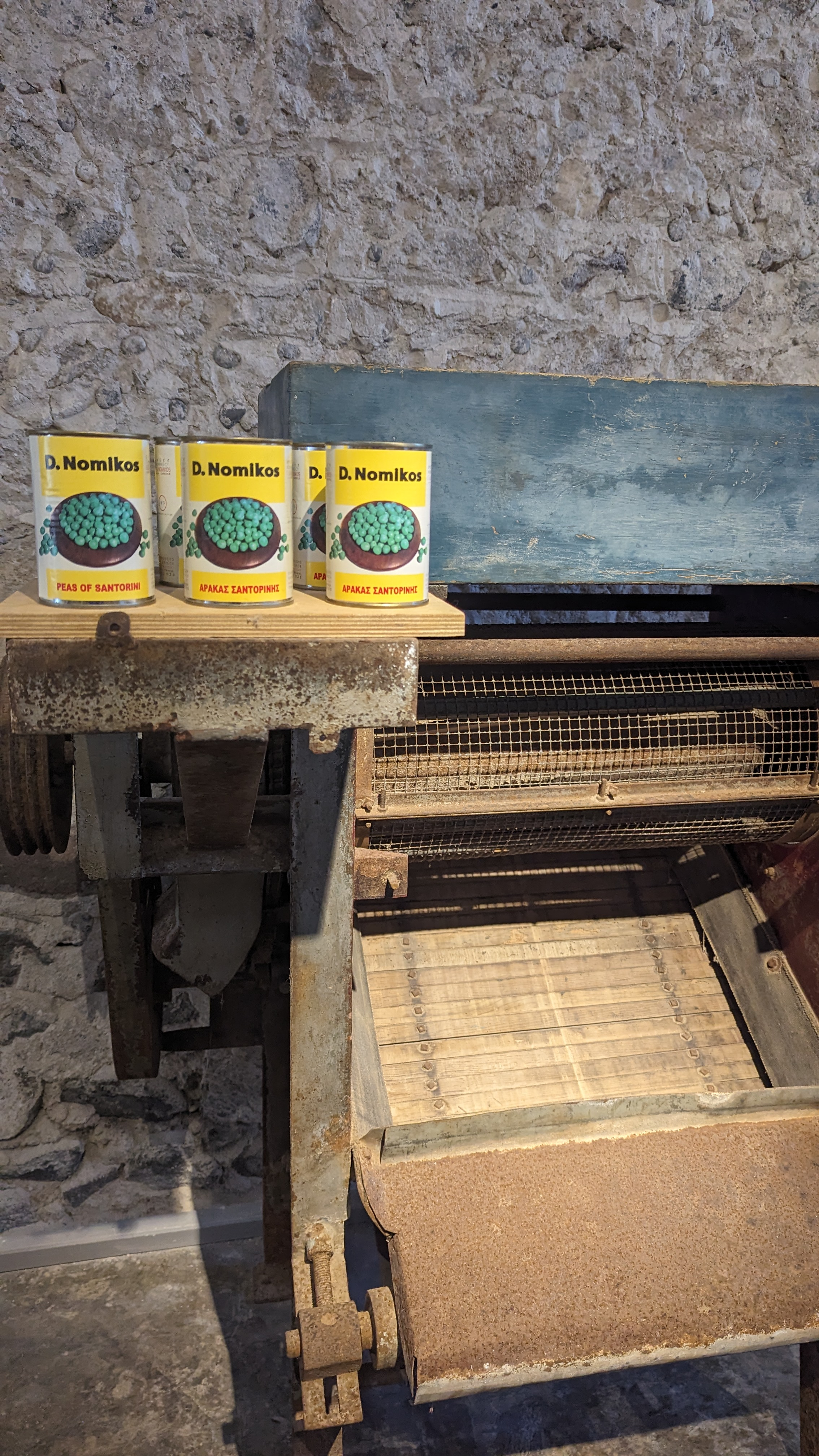
A gyár borsót is csomagolt
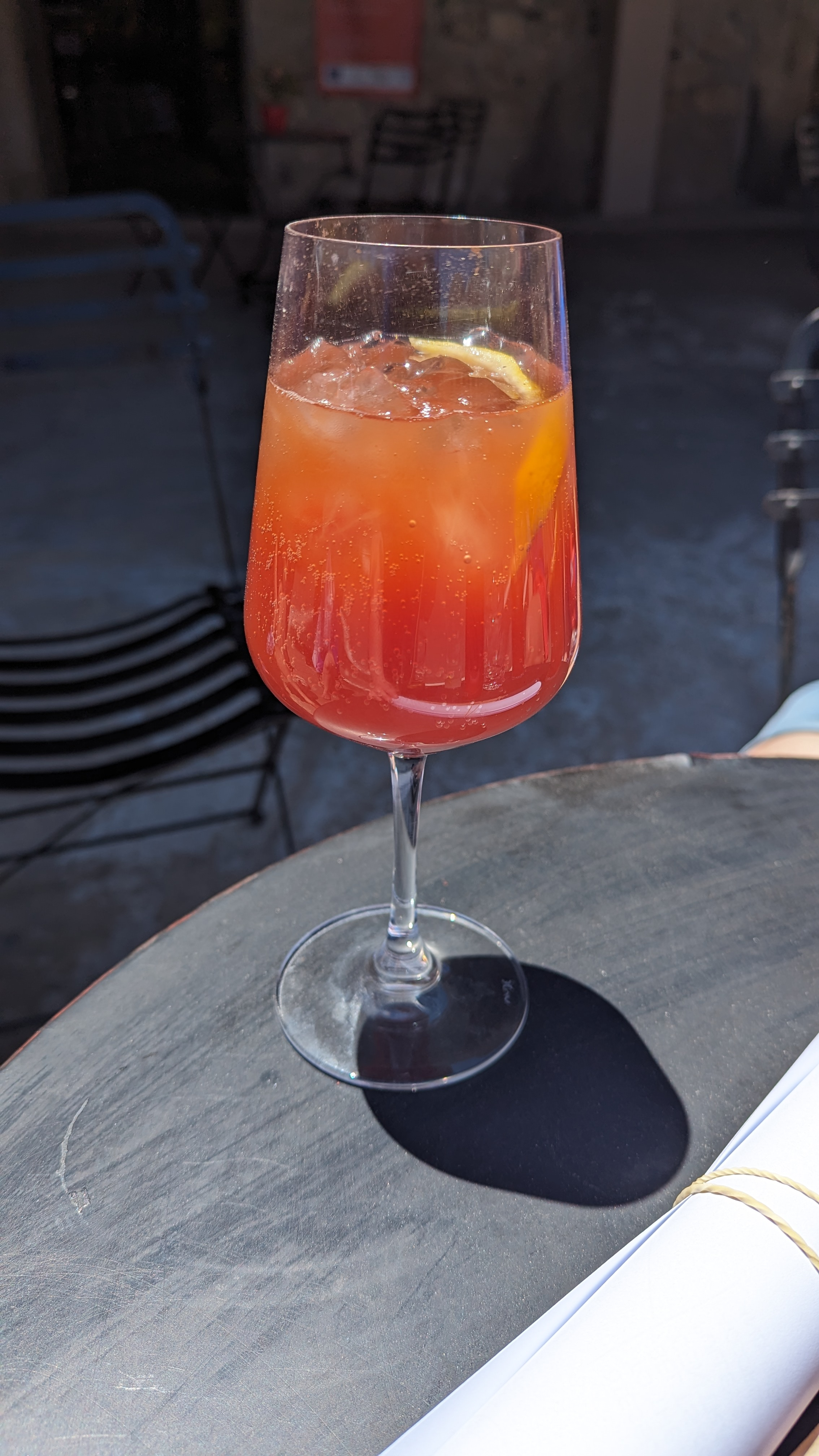
Paradicsom ital és tonik a gyár bárjában

## Fordítás
Ez a szócikk részben vagy egészben  a   Tomato Industrial Museum D. Nomikos című angol Wikipédia-szócikk ezen változatának fordításán alapul.  Az eredeti cikk szerkesztőit annak laptörténete sorolja fel. Ez a jelzés csupán a megfogalmazás eredetét és a szerzői jogokat jelzi, nem szolgál a cikkben szereplő információk forrásmegjelöléseként.